# Adú
Adú ist ein spanisches Filmdrama aus dem Jahr 2020. Der Film war für 13 Goya-Filmpreise nominiert, wovon er vier gewann. Am 1. Juli 2020 erschien der Film in Deutschland bei Netflix.

## Handlung
Der Film zeigt drei verschiedene Geschichten in Bezug auf Migration zwischen Afrika und Europa.
Der sechsjährige Adú und seine Schwester Alika schaffen es einem Überfall auf ihr Zuhause in Kamerun zu entfliehen. Da ihr Vater in Spanien wohnt, verstecken sie sich in einem Flugzeug in dem Raum, in dem das Einziehfahrwerk eingefahren wird. Alika erfriert bei dem Flug. Adú überlebt, landet aber nicht wie erhofft in Spanien, sondern im Senegal. Dort trifft er auf Massar, einem Somali, der auch  Englisch spricht. Über Mauretanien gelangen sie schließlich nach Nordmarokko bis zur spanischen Exklave Melilla. Bei Melilla schafft es Adú die Grenze zu überqueren und wird als Minderjähriger in Obhut genommen. Massar schafft es dagegen nicht nach Spanien.
Mateo ist Grenzpolizist in Melilla. Bei einem Versuch von mehreren Migranten den Grenzzaun zu überqueren, sieht er, wie ein Kollege von ihm einem Migranten mit einem Knüppel auf den Kopf haut. Dieser fällt daraufhin vom Zaun herunter und stirbt. Die anwesenden Grenzbeamten sprechen sich ab, um den Vorfall als Unfall zu vertuschen. Mateo hat dabei Gewissensbisse.
Gonzalo ist Spanier und arbeitet in Kamerun, um Wilderei, vor allem an Elefanten, zu verhindern. Dabei ist er aber wenig erfolgreich und verliert wegen eines Wutausbruchs seinen Job. Zum selben Zeitpunkt kommt seine Tochter ihn besuchen, zu der er eigentlich kaum Kontakt hat. Sie konsumiert Marihuana, was zu weiterem Streit mit ihrem Vater führt. Bei ihrer Rückreise hat sie davon etwas in ihrem Gepäck versteckt. Als sie beim Grenzübergang kontrolliert wird, entdeckt sie, dass ihr Vater das Marihuana ausgetauscht hat.

## Rezeption

### Kritiken
Vom Filmdienst erhielt der Film 3 von 5 Sternen: „Dem spanischen Drama gelingt eine vielschichtige Herangehensweise, die eindringlich die humanitären Folgen der Fluchtbewegungen und des europäischen Umgangs damit beleuchtet, wenn der Film auch manchmal über die Stränge schlägt, wenn er das Geschehen etwa durch Musik emotionalisiert.“ Oliver Armknecht von film-rezensionen.de meint, dass der Film keine richtigen Antworten auf die aufgeworfenen Fragen findet: „Das ist alles gut gespielt, funktioniert als Familiendrama, vergeudet aber doch das Szenario und das Thema des Films. Es ist dann auch mindestens schade, wenn nicht gar ärgerlich, dass es dem Drama nicht so recht gelingt, etwas zu der Debatte beizutragen.“

### Auszeichnungen
Goya 2021
- Auszeichnung für beste Regie (Salvador Calvo)
- Auszeichnung für bester Nachwuchsdarsteller (Adam Nourou)
- Auszeichnung für beste Produktionsleitung (Ana Parra und Luis Fernández Lago)
- Auszeichnung für Ton (Eduardo Esquide, Jamaica Ruíz García, Juan Ferro und Nicolas de Poulpiquet)
- Nominierung für bester Film
- Nominierung für bestes Originaldrehbuch
- Nominierung für beste Filmmusik
- Nominierung für bester Filmsong
- Nominierung für bester Nebendarsteller
- Nominierung für beste Kamera
- Nominierung für bester Schnitt
- Nominierung für bestes Szenenbild
- Nominierung für beste Maske